# Dimény Áron
Dimény Áron (Nagyvárad, 1975. május 29. –) erdélyi magyar színművész, egyetemi tanár.

## Életpályája
1993–1997 között a kolozsvári Babes-Bolyai Tudományegyetem színész szakos hallgatója volt. 1997-től a Kolozsvári Állami Magyar Színház tagja. 1997-2007 között az egyetemen óraadó tanár, később tanársegéd volt. 2000-ben rövid ideig színházának művészeti vezetője is volt.

## Színházi szerepei
| Karakter                                 | Mű                            | Szerző                                                                                       | Rendező          |
| ---------------------------------------- | ----------------------------- | -------------------------------------------------------------------------------------------- | ---------------- |
| Tárosz / Bolond                          | Pornokrácia                   | Páskándi Géza                                                                                | Szabó K. István  |
| Druma Szilárd                            | Édes Anna                     | Kosztolányi Dezső nyomán                                                                     | Szabó K. István  |
| Kardics                                  | Rokonok                       | Móricz Zsigmond nyomán                                                                       | Bocsárdi László  |
| Lukács, fővilágosító, Héphaisztos        | PROMÉTHEUSZ'22                | Kali Ágnes, Tompa Gábor adaptációja Aiszkhülosz Leláncolt Prométheusz című tragédiája nyomán | Tompa Gábor      |
| Glamiss                                  | Macbett                       | Eugène Ionesco                                                                               | Silviu Purcărete |
| Őrmester                                 | Hegedűs a háztetőn            | Sheldon Harnick, Jerry Bock, Joseph Stein                                                    | Béres László     |
| Botár Márton, mostohaapja                | Ősvigasztalás                 | Tamási Áron                                                                                  | Béres László     |
| Corin                                    | Oidipusz                      | Szophoklész nyomán Robert Icke                                                               | Andrei Șerban    |
| Dr. Ellesley                             | Utas és holdvilág             | Szerb Antal nyomán                                                                           | Botond Nagy      |
| Firsz                                    | Cseresznyéskert               | A. P. Csehov                                                                                 | Yuri Kordonsky   |
| Schigolch, Lulu apja, Puntschuch, bankár | Lulu                          | Frank Wedekind                                                                               | Eszenyi Enikő    |
| Színészek                                | Under Construction            |                                                                                              | Sipos Krisztina  |
| A herceg                                 | A velencei kalmár             | William Shakespeare                                                                          | Tompa Gábor      |
| Második filozófiatanár                   | Úrhatnám polgár               | Molière                                                                                      | Mihai Măniuțiu   |
| Hang                                     | Pornó                         | Visky András                                                                                 | Visky András     |
| Gyuri, a férj                            | Kalucsni                      | Dragomán György                                                                              | Visky András     |
| Igazgató                                 | Légy jó mindhalálig           | Móricz Zsigmond, Kocsák Tibor, Miklós Tibor                                                  | Béres László     |
| Elsőtiszt, Fjodor, Brunelda              | Amerika                       | Franz Kafka nyomán                                                                           | Michal Dočekal   |
| Decius / Messala                         | Julius Caesar                 | William Shakespeare                                                                          | Silviu Purcărete |
| Francesco del Monte bíboros              | Caravaggio Terminal           | Visky András                                                                                 | Robert Woodruff  |
| Petya Perov, egyéves kisfiú              | Ivanovék karácsonya           | Alekszandr Ivanovics Vvegyenszkij                                                            | Urbán András     |
| Viktor, kilencéves                       | Viktor, avagy a gyermekuralom | Roger Vitrac                                                                                 | Silviu Purcărete |
| Johann-Wilhelm Möbius                    | A fizikusok                   | Friedrich Dürrenmatt                                                                         | Lori Petermann   |
| Übü papa                                 | Übü király                    | Alfred Jarry                                                                                 | Alain Timar      |
| Mátyás, magyarok királya                 | A néma levente                | Heltai Jenő                                                                                  | Salat Lehel      |
| Caligula                                 | Caligula                      | Albert Camus                                                                                 | Mihai Măniuţiu   |
| Camille Desmoulins                       | Danton halála                 | Georg Büchner                                                                                | Mihai Măniuţiu   |
| Acaste                                   | A mizantróp                   | Molière                                                                                      | Tompa Gábor      |
| Tojasov, Nikolaj Vasziljevics            | Háztűznéző                    | Nikolaj Vasziljevics Gogol                                                                   | Mona Chirilă     |
| Ariel                                    | A vihar                       | William Shakespeare                                                                          | Dragoş Galgoţiu  |
| Troilus                                  | Troilus és Cressida           | William Shakespeare                                                                          | Tompa Gábor      |
| Trofimov                                 | A cseresznyéskert             | Anton Pavlovics Csehov                                                                       | Vlad Mugur       |
| Szónok                                   | A székek                      | Eugène Ionesco                                                                               | Vlad Mugur       |
| Fogadós                                  | A velencei ikrek              | Carlo Goldoni                                                                                | Vlad Mugur       |

## Filmes és televíziós szerepei
- Sorstalanság (2005) ...Citrom Bandi
- Mansfeld (2006) ...Szautner hadnagy
- Kalandorok (2008) ...Román rendőr
- Europolis (2010)
- A vizsga (2011) ...Vígh
- Valahol Palilulában (2012)
- A kivégzés (2014)
- Post mortem (2020)
- Libertate (2023) ...Cizek Ottó
- Elfogy a levegő (2023) ...Márk
- Tündérkert (2023) ...Szebeni főbíró

## Díjai és kitüntetései
- Aranyalma-díj (2007)
- Bánffy Miklós-Vándordíj (2002)[7]